# Arrankudiaga
Arrankudiaga város Spanyolországban,  Bizkaia tartományban. Arrankudiaga Alonsotegi, Laudio/Llodio, Okondo, Gueñes, Arrigorriaga, Ugao-Miraballes, Zeberio, Orozko és Arakaldo községekkel határos. Lakosainak száma 1007 fő (2024).

## Népesség
A település lakosságának változását az alábbi diagram mutatja:
| Lakosok száma | 764  | 779  | 848  | 909  | 961  | 974  | 960  | 968  | 1008 | 1007 |
|               | 2001 | 2004 | 2007 | 2009 | 2012 | 2014 | 2017 | 2019 | 2022 | 2024 |